# Supercopa Turca de Voleibol Masculino de 2018
A Supercopa Turca de Voleibol Masculino  de 2018 foi a nona edição desta competição organizada pela  FTV. Participaram do torneio duas equipes, os campeões da Liga A Turca e da Copa da Turquia.

## Sistema de disputa
O Campeonato foi disputado em um jogo único.

## Equipes participantes
Equipes que disputaram a Supercopa de Voleibol de 2018:

### Masculino
| Equipe         | Cidade | Qualificação                                                 | Última participação |
| -------------- | ------ | ------------------------------------------------------------ | ------------------- |
| Halkbank SK    | Ankara | Campeão da Liga A Turca 2017–18 e da Copa da Turquia 2017–18 | 2017 (Vice-campeão) |
| Maliye Piyango | Ankara | Vice-campeão da Copa da Turquia 2017–18                      | Estreante           |

## Resultado
| 9 de outubro de 2018 18:00 Relatório | Halkbank SK | 3 — 2                         | Maliye Piyango | TVF Başkent Voleybol Salonu, Ankara Público: 2 500 |
| 9 de outubro de 2018 18:00 Relatório | 23 22 25 15 | Set 1 Set 2 Set 3 Set 4 Set 5 | 25 23 21 11    | TVF Başkent Voleybol Salonu, Ankara Público: 2 500 |

## Premiações
| Supercopa Masculina de 2018     |
| Turquia                         |
| ------------------------------- |
| Halkbank SK Campeão (4º título) |